# Václav Robert z Kounic
Václav Robert hrabě z Kounic, německy Wenzel Robert Graf von Kaunitz (26. září 1848 Drážďany – 14. října 1913 Uherský Brod), byl český šlechtic, politik a patron brněnského vysokého školství. Pocházel z české větve rodu Kouniců.

## Život

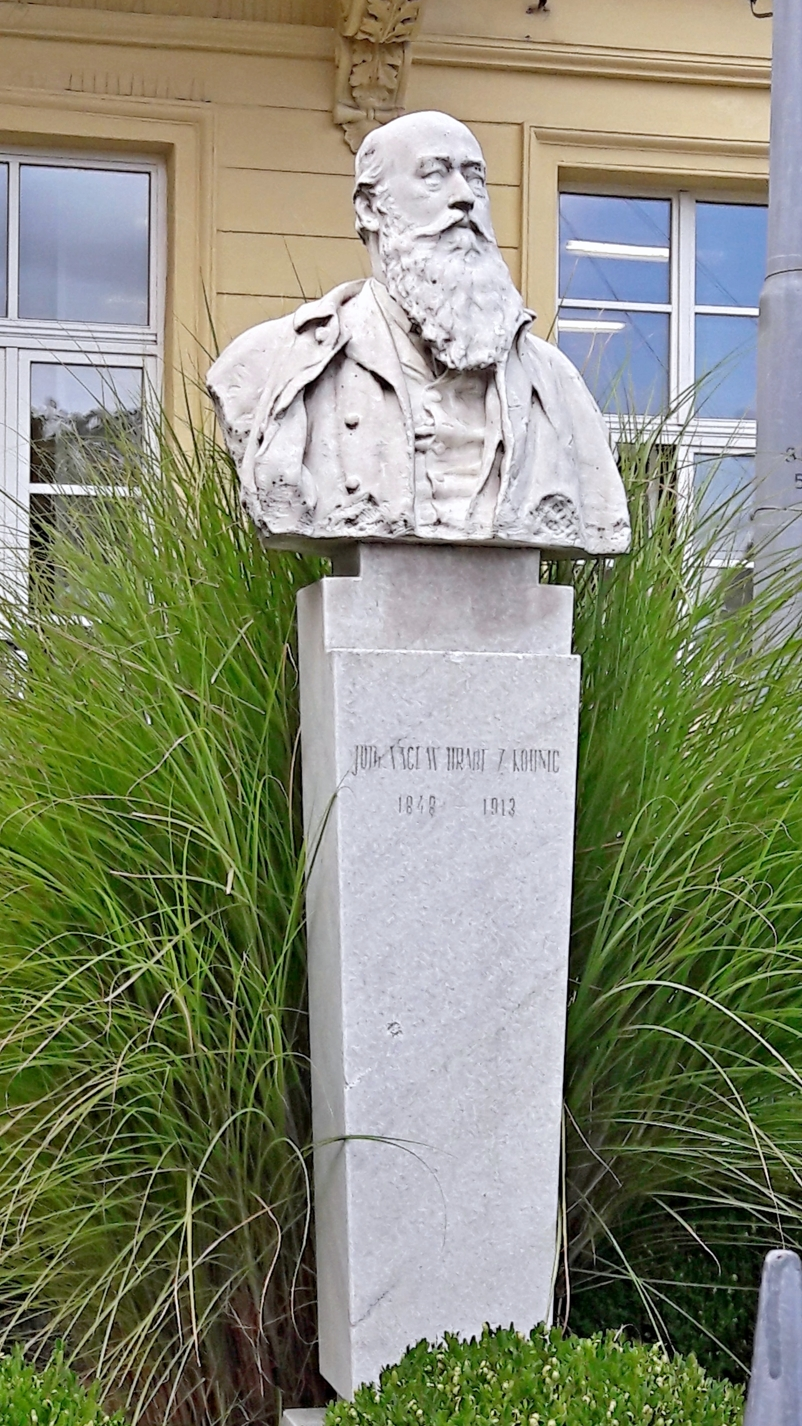
Busta hraběte z Kounic před palácem v Brně

### Rodina, mládí a studium
Byl synem hraběte Michaela Karla z Kounic (1803–1852) a jeho manželky Eleonory, rozené Voračické-Bissingen z Paběnic (1809–1898). Již od mladých let byl svým vychovatelem, spisovatelem Ferdinandem Schulzem a svou matkou veden k lásce k vlasti. 26. listopadu 1877 se oženil s Josefínou Čermákovou (1849–1895)), jejíž sestra Anna byla vdána za skladatele Antonína Dvořáka. Sama Josefína byla slavnou českou divadelní herečkou. Svou druhou ženu, také Josefínu (rozená Horová), si vzal 12. května 1908. Václav měl sedm bratrů: Albrechta Vincence, Rudolfa, Jindřicha, Ferdinanda, Jiřího, Emanuela a Evžena a dvě sestry.
Po maturitních zkouškách na gymnáziu studoval práva na Karlo-Ferdinandově univerzitě v Praze a na Vídeňské univerzitě, kde také v roce 1873 promoval na doktora práv. Přitom se účastnil jako mimořádný posluchač přednášek na ekonomické škole v Táboře.

### Politické aktivity
Od roku 1883 byl poslancem Českého zemského sněmu, do roku 1887 za Stranu konzervativního velkostatku, pak složil mandát a byl ihned zvolen znovu, nyní ovšem za mladočechy.
Ve volbách do Říšské rady roku 1885 získal i mandát v Říšské radě (celostátní zákonodárný sbor), kde reprezentoval městskou kurii, obvod Slaný, Louny atd. Po volbách v roce 1885 se na Říšské radě připojil k Českému klubu (jednotné parlamentní zastoupení, do kterého se sdružili staročeši, mladočeši, česká konzervativní šlechta a moravští národní poslanci). Jeho umístění na společnou českou kandidátní listinu bylo součástí taktiky, kterou tehdy prosadil František Ladislav Rieger, kdy se Český klub coby střechová parlamentní frakce českých poslanců snažil udržovat ve svém rámci všechny proudy české politiky, tedy staročeský, mladočeský i šlechtický.
V roce 1887 se podílel na opětovné aktivizaci mladočeské strany a společně s poslanci Eduardem Grégrem a Karlem Adámkem svolal její 4. sjezd, na které se mladočeši začali jasně programově vymezovat proti staročeské reprezentaci. Zároveň toho roku podepsal výzvu mladočeských poslanců F. L. Riegrovi, aby zásadně rekonstruoval vedení poslaneckého Českého klubu. Nakonec z Českého klubu odešel. V říjnu 1887 se uvádí jako jeden z šesti členů rodícího se mladočeského klubu na Říšské radě (oficiálně Klub neodvislých českých poslanců). Kromě Kounice v něm zasedli ještě Gabriel Blažek, Emanuel Engel, Eduard Grégr, Leopold Lažanský a Jan Vašatý).
Poslanecký post obhájil za stejný obvod ve volbách do Říšské rady roku 1891. Ve volbách do Říšské rady roku 1897 byl zvolen za kurii venkovských obcí, obvod Karlín, Český Brod atd., ale již 23. září 1897 na schůzi sněmovny byla oznámena jeho rezignace. Jako poslanec se zasadil za osmihodinovou denní pracovní dobu dělníků, za rovnoprávný přístup žen k zaměstnání a zrovnoprávnění českého jazyka na univerzitě v Praze.
Po smrti svého bratra Albrechta roku 1897 převzal správu rodového majetku na jižní Moravě (Slavkov u Brna, Uherský Brod).

### Veřejné aktivity a mecenášství
Dne 12. května 1908 (na své svatbě v Praze) daroval svůj palác spolku Kounicovy studentské koleje českých vysokých škol v Brně. Z výnosů paláce, ve kterém již dříve bylo vytvořeno nájemní bydlení pro vyšší střední vrstvy, byla financována výstavba studentského bydlení tzv. Kounicových kolejí.
V souvislosti se svými postoji byl také označován jako „Rudý hrabě“.

## Galerie

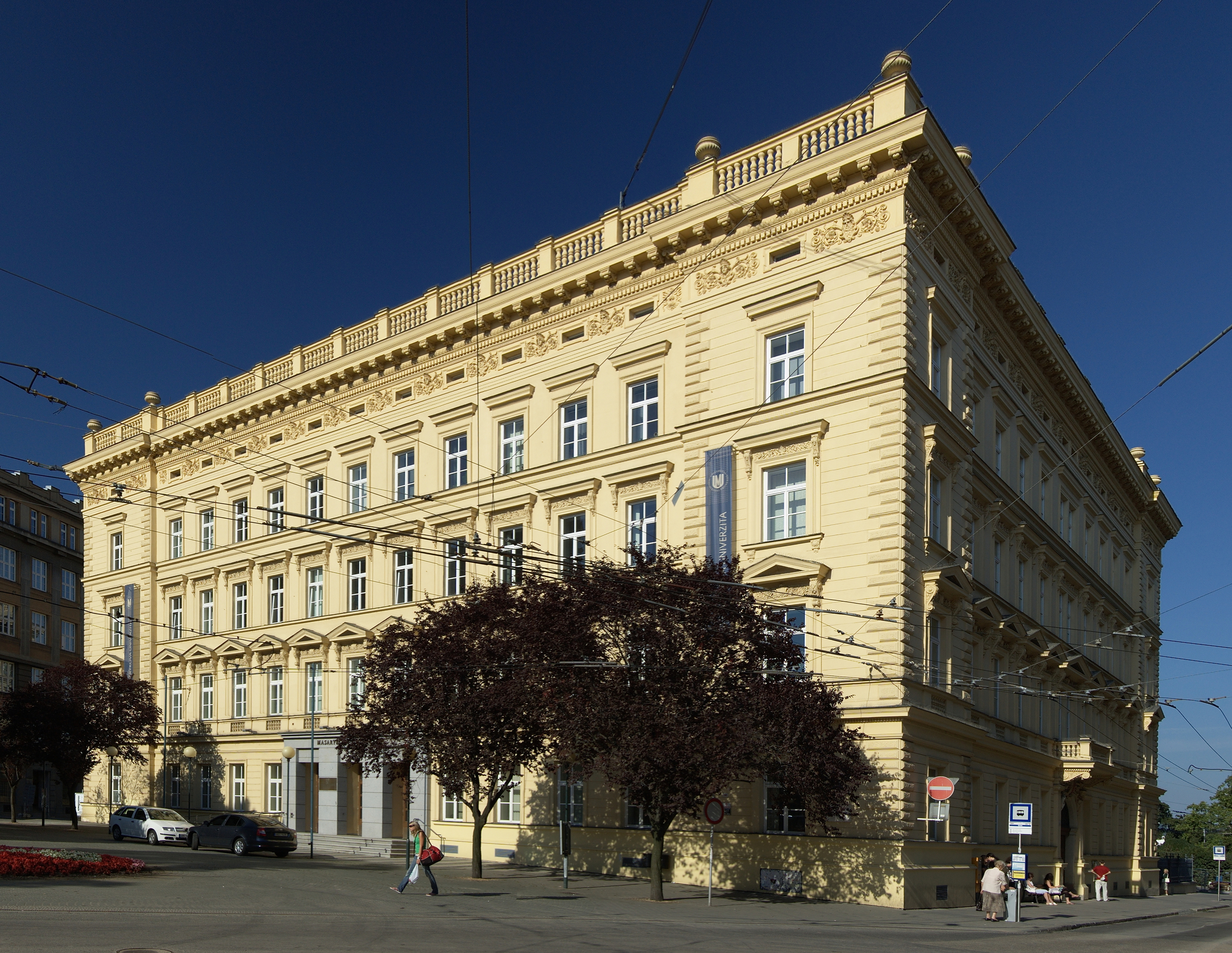
Kounicův palác v Brně, který hrabě Václav Robert věnoval spolku Kounicovy studentské koleje českých vysokých škol, dnes zde sídlí rektorát Masarykovy univerzity
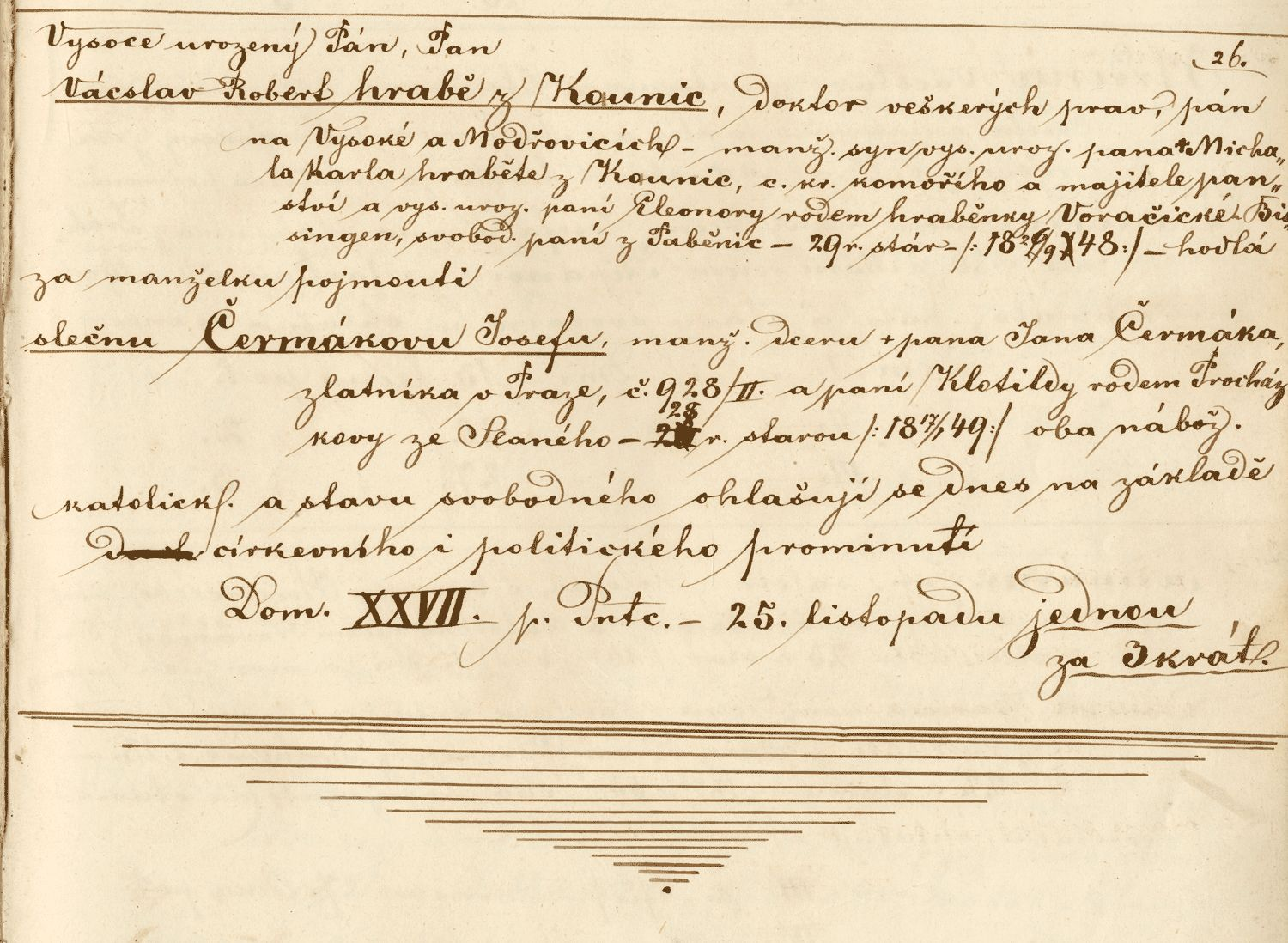
Záznam ohlášek sňatku hraběte Václava Roberta z Kounic a Josefy Čermákové. Jedním ze svědků byl Antonín Dvořák. (SOkA Příbram)
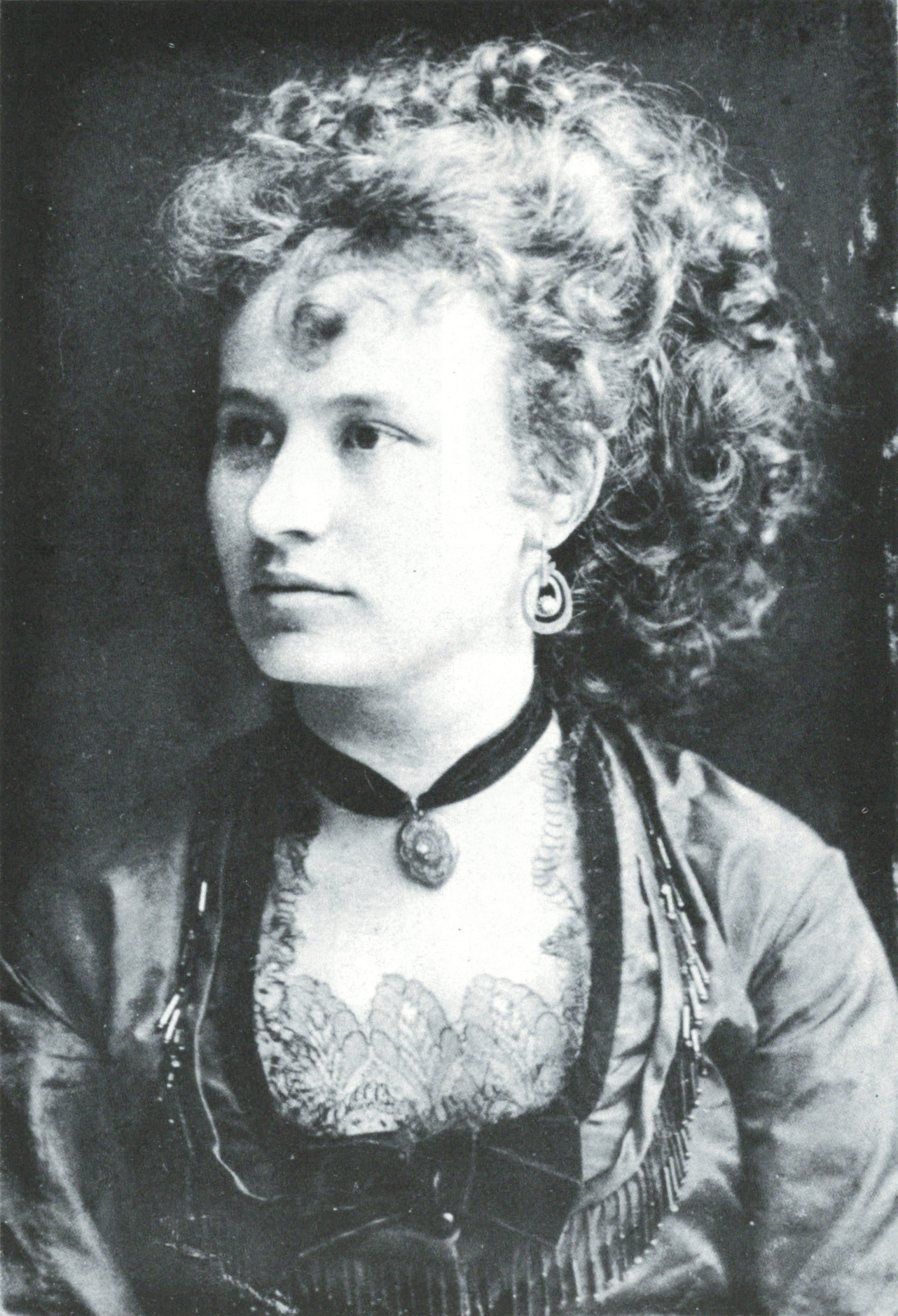
první manželka Josefína rozená Čermáková, sestra Anny, manželky Antonína Dvořáka
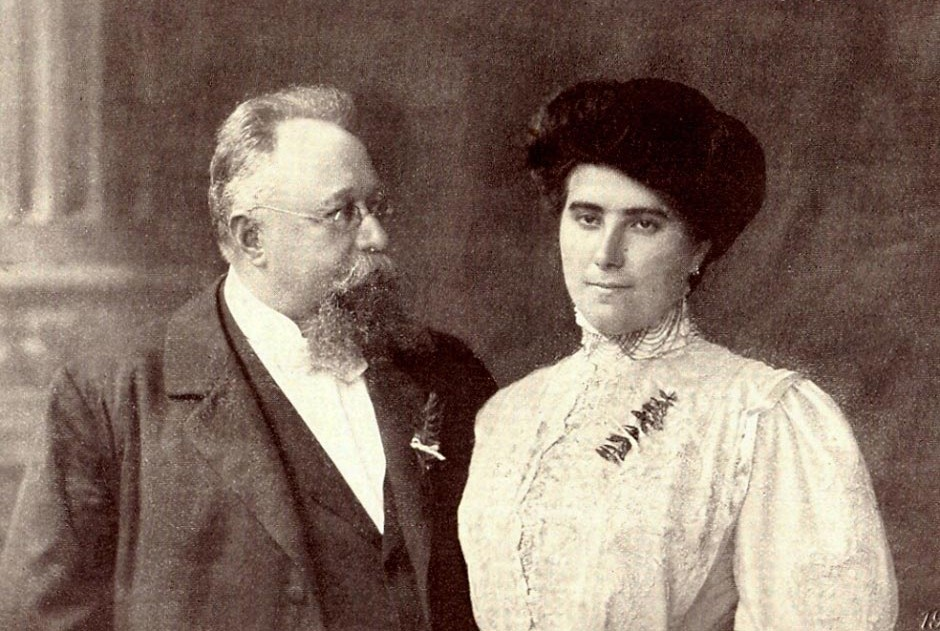
Hrabě a druhá žena Josefa, rozená Horová při svatbě 12. května 1908 v Praze
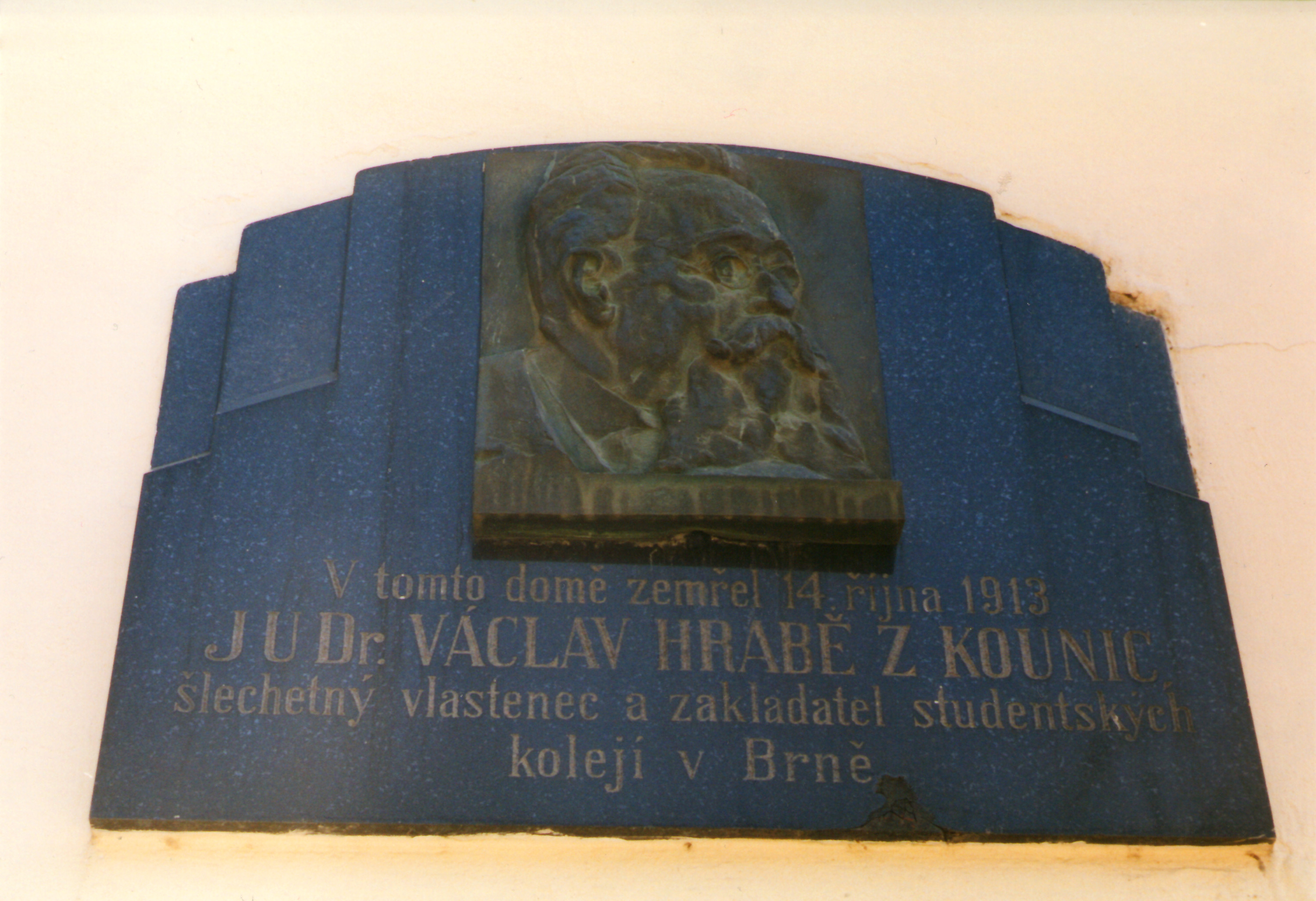
Panský dům Kaunicova 77 v Uherském Brodě kde hrabě zemřel, pamětní deska
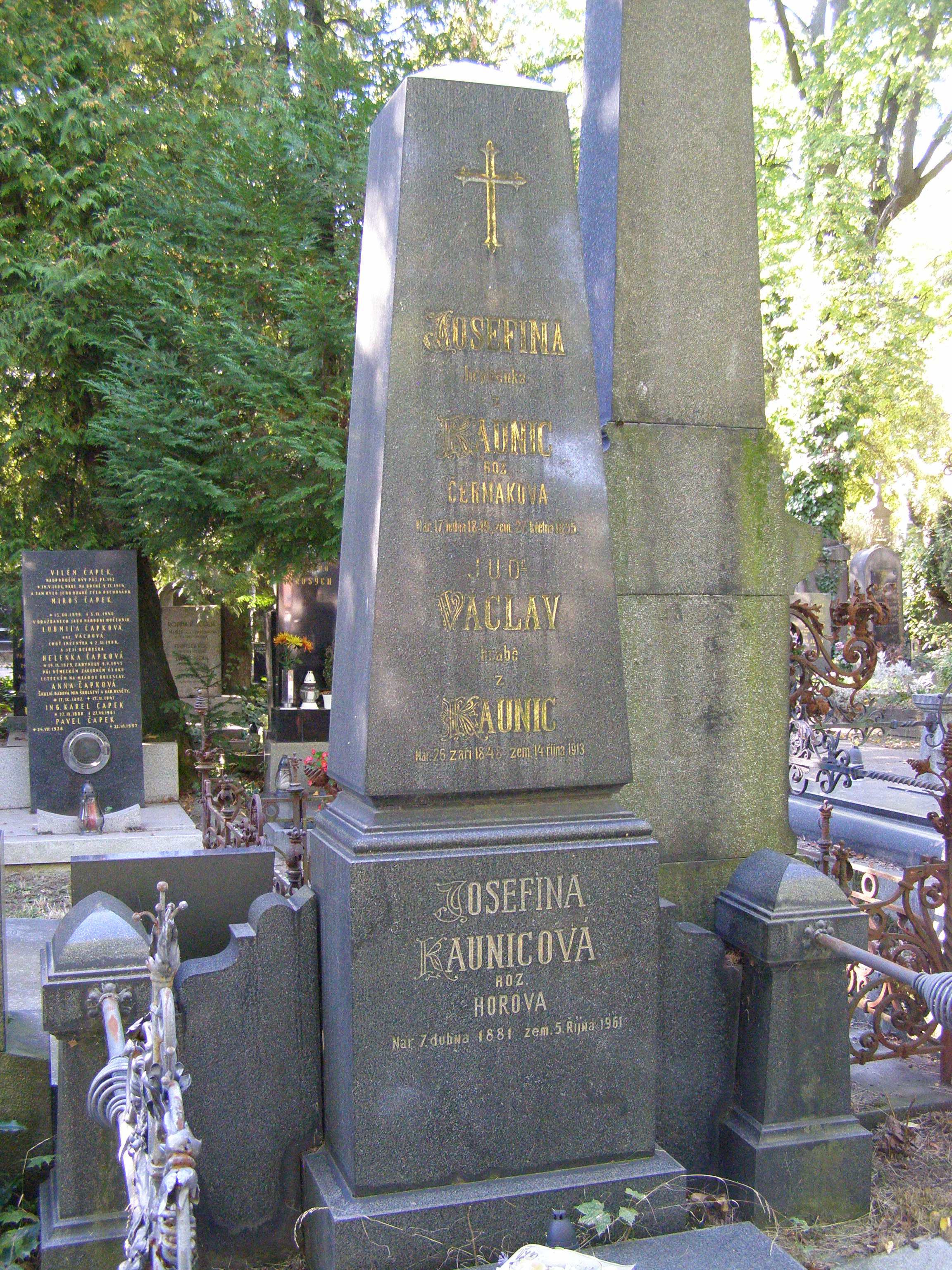
Hrob Josefíny Čermákové a Václava Roberta z Kounic na hřbitově na Malvazinkách